# Sułkowo (powiat choszczeński)
Sułkowo (niem. Charlottenhof) – osada leśna w Polsce położona w województwie zachodniopomorskim, w powiecie choszczeńskim, w gminie Pełczyce. W latach 1975–1998 miejscowość administracyjnie należała do województwa gorzowskiego. W roku 2016 lesniczówka liczyła 13 mieszkańców. Leśniczówka wchodzi w skład sołectwa Płotno.

## Geografia
Leśniczówka leży ok. 2 km na zachód od Płotna, ok. 500 m na północ od drogi wojewódzkiej nr 151.

## Historia
Sułkowo powstało prawdopodobnie ok. poł. XIX wieku jako leśniczówka należąca do majątku w Płotnie, którego właścicielami byli w tym czasie von Weldowie. W okresie międzywojennym źródła określają Sułkowo jako osadę leśną nad jeziorem Krumme See. Akwen ten wzmiankowany w Płotnie już w 1782 r. Jeszcze w 1948 r. jego powierzchnia wynosiła ok. 7 ha. Obecnie jest to łęg z niedużym stawem.